# 小林義繁
小林 義繁（こばやし よししげ）/ 小林 時直（こばやし ときなお）は南北朝時代の武士。義繁を題材とした能『小林』が作られている。名称は明徳記には義繁とあり、日本外史や江戸〜明治期の資料には時直との表記が見られる。

## 生涯
小林氏は山名氏が上野国にいた鎌倉時代以来の譜代の重臣で、山名氏が初めて守護に任ぜられた延元2年/建武4年（1337年）の山名時氏の伯耆守護補任の際の守護代が小林左京亮国範であったとされている。
また上野国山田郡小林村出身で、鎌倉の戦いと湊川の戦いで新田義貞に従った小林修理之進義直（湊川の戦いにて生田の森で戦死）の長男であるとの伝承がある。長男、修理之助時直（＝義繁）、次男・兵衛尉忠直と称し、時直は山名氏清に仕えた。
氏清が将軍足利義満に反した明徳の乱のとき、もってのほかの悪逆であるとして氏清をいさめるが聞きいれられず、討死を覚悟で兵をひきいて出陣。元中8年/明徳2年12月30日、山名上総介（山名義数との説もあり）とともに先鋒として出陣し、幕府軍の先鋒である大内義弘軍と衝突。大内義弘と一騎討ちを行い戦死した。

## ゆかりの品
- 国行

明徳の乱にて小林義繁が使用した来国行作の太刀。
- 小林長刀

大内義弘が小林義繁との一騎討ちで使用した薙刀。「小林」と号を付けられて大内家の家宝となり、大内氏滅亡の後は、毛利隆元により厳島神社に奉納された。作風に備前長船長義一派の特色が見られる。

## 登場作品
能
- 『小林』

小説
- 古川薫『炎の塔』文藝春秋　1980年